# (10031) Vladarnolda
(10031) Vladarnolda (1981 RB2) – planetoida z grupy pasa głównego asteroid okrążająca Słońce w ciągu 4,17 lat w średniej odległości 2,59 j.a. Odkryta 7 września 1981 roku.